# 哈氏海豬魚
哈氏海豬魚（学名：Halichoeres hartzfeldii），又名縱帶海豬魚;黃線龍、柳冷仔、赫式儒艮鯛、縱帶儒艮鯛，为隆頭魚科海豬魚屬下的一个种。